# Ноел Куніган
Ноел Ку́ніган, Куніген (англ. Noel Counihan; нар. 4 жовтня 1913, Мельбурн — пом. 5 липня 1986, Мельбурн) — австралійський живописець і графік.

## Життєпис
Народився 4 жовтня 1913 року в Мельбурні. У 1930—1931 роках навчався у Чарльза Вілера у Національній галереї «Школи мистецтв Вікторії» в Мельбурні. З перших років творчості пов'язаний з робітничим рухом. У роки Великої депресії взяв участь в страйках в Брансвіку, одному з передмість Мельбурна.
Помер в Мельбурні 5 липня 1986 року.

## Творчість
Автор:
- малюнків (у тому числі сатиричних) для комуністичних газет;
- гравюр на лінолеумі:
  - серія «Шахтарі», 1946;
  - альбом «Світ або війна», 1950;
  - серія «Ліногравюри», 1959;
- серії:
  - літографічних (1948), портретних (А. Наматжира, 1958, портрети радянських робітників, 1956—1957, і інше) і історичних малюнків («На Бекер-хілл, Балларат, 29 листопада 1854 г.», 1954);
  - живописних портретів (А. Андерса, 1955; С. Ральфа, 1958);
  - соціально-сатиричних і жанрових картин, присвячених життю і боротьбі трудящих Австралії:
    - «На зборах», приватне зібрання, між 1944—1948 роками;
    - «На початку березня 1932 г.», Художня галерея Нового Південного Уельсу, Сідней, між 1944—1948 роками;
    - «Напередодні виборів», 1955;
    - «Біля входу в парламент», 1956;
    - «На передній лаві», 1956;
    - «О 10 годині ранку», 1958;
- пейзажів («Спогад про Красній площі в Москві», 1957).

Роботи 1960-х років виконані в експресивнішому стилі, основна тематика стосується австралійських аборигенів та соціальної несправедливості.